# Bandy i Kirgizistan
Bandy i Kirgizistan har spelats länge, och många ser Kirgizistan som grund för målet att sprida intresset för bandy i Kina. I Kirgizistan fanns 2004 elva klubbar, sju i huvudstaden Bisjkek och varsin i Kara-Balta, Talas, Minkusj och Naryn. Det finns numera också ett nationellt förbund med huvudkontor i Bisjkek. President i det kirgisiska bandyförbundet är Pjotr Zaplja, som också är generalsekreterare för Kirgizistans olympiska kommitté. 
Kirgizistan deltog i Asiatiska vinterspelen 2011 och VM 2012. Båda mästerskapen arrangerades i Kazakstan. Man hade för avsikt att åka dit igen för det första asiatiska mästerskapet som skulle spelas i december 2012, men inte blev av. Kirgizistan har därefter inte deltagit internationellt.